# Parisaaret (ö i Birkaland, Tammerfors, lat 61,62, long 24,57)
Parisaaret är en halvö i Finland. Den ligger i sjön Koljonselkä och i kommunen Orivesi i den ekonomiska regionen Tammerfors och landskapet Birkaland, i den södra delen av landet, 160 km norr om huvudstaden Helsingfors. Notera att namnet antyder att det är fråga om flera öar.